# Littérature érotique
 (août 2024).
 (août 2024).
La littérature érotique est un genre littéraire qui explore la sexualité humaine, de manière plus ou moins explicite, tout en intégrant des motifs évoquant l'amour, le désir, la sensualité, la passion, le plaisir et l'intimité.
La sexualité et l'amour sont pris ici comme sujet central, et comptent parmi les thèmes les plus intemporels de l'expression humaine, manifestes bien avant l'apparition des systèmes d'écriture, comme le montre l'art rupestre, tissant un fil à travers les siècles et toutes les civilisations, dans les plus anciens textes littéraires préservés, comme le Cantique des Cantiques, le Kamasutra, le Banquet de Platon, les chants de Sappho, L'Art d'aimer d'Ovide, le Satyricon de Pétrone…
Évoluant à travers les époques et les cultures, la littérature érotique a toujours oscillé entre la tolérance et la censure, entre liberté et répression, reflétant les normes sociales et les tabous d'une époque, un genre qui, avec l'invention de l'imprimerie, a été, d'abord en Occident, à la fois célébré, et aussi souvent condamné, marginalisé et même interdit, au point qu'elle fut longtemps clandestine.
Cependant, les manifestations de la sexualité, ici transcrites avant tout avec des mots et quand ces textes ne sont pas illustrés — enluminure, gravure, photographie —, convoquent des métaphores, des euphémismes, des allusions, une stylistique et une symbolique propre à l'érotisme, à l'amour, aux rapports de nature sexuelle. C'est dire que la sexualité s’immisce entre les pages des œuvres littéraires sans distinction de genre : essai, théâtre, roman, poésie, etc. Elle fait donc partie intégrante de la littérature.
Les frontières entre érotisme et pornographie, entre implicite et explicite, soulevant les questions de l'obscène, des mœurs, de la morale, sont mouvantes, floues, et sujettes à de nombreuses polémiques de nature politique et sociale, mettant en jeu la liberté d'expression, quant au rapport au livre, à l'écriture, et aux publics.

## Quelle littérature? Formes et limites

### Une brève histoire de l'évolution des formes

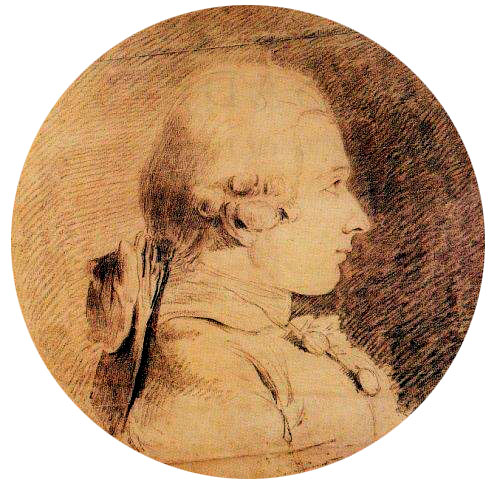
Seul portrait authentique (1760) de Donatien-Alphonse-François de Sade, par Charles Amédée Philippe van Loo.

Historiquement, les formes littéraires ici concernées sont d'abord le poème, récité oralement, sans doute chanté, puis transcrit ; cette forme va perdurer bien entendu jusqu'à nos jours, mais les lointains poèmes babyloniens, égyptiens ou indiens possèdent, force est de le constater, une signification pleine et entière qui nous échappe. Viennent ensuite des textes didactiques, des essais, des traités, qui regardent l'« art d'aimer », ou, dit de façon plus prosaïque, de manuels érotologiques pour apprendre à faire l'amour, qu'il faut voir comme des guides destinés aux amants ; les premiers nous viennent d'abord des Shastra indiens et de la Chine des Hans. Et que ce soit d'Orient ou d'Occident, de tels écrits sont arrivés jusqu'à nous, après plusieurs centaines de siècles.
Plus accessibles, les textes occidentaux gréco-latins d'intention érotique connaissent une période d'intense diffusion parce qu'il existe à cette époque un commerce du manuscrit, d'importantes librairies, de vastes bibliothèques comme celle d'Alexandrie, ou privées. Une période très libérale prend place un siècle avant l'arrivée d'Auguste au pouvoir ; celui-ci organise les premières lois de censure. De nombreux textes furent ainsi mutilés, voire perdus.
L'Empire romain se christianisant au début du IVe siècle, la nouvelle religion monothéiste a progressivement imposé des interdits. Mais aux marches de l'Empire, à l'Occident comme à l'Orient, des textes érotiques surgissent avec une ambition politique, celle de décrier, par la satire, le pouvoir en place.
C'est en Iran, à partir du VIIIe siècle, qu'apparait une forme de poésie à la fois licencieuse et contestataire. Par la suite, Bagdad et Le Caire deviennent pour les poètes et les conteurs des centres dlibéraux d'une production qui s'achève au milieu du XIIIe siècle.
Le Moyen Âge européen, inventant l'amour courtois, voit le conte devenir le support principal de récits érotiques, que ce soit en Angleterre, en Aquitaine ou en Italie, des textes véhiculées par les troubadours. On sait par ailleurs peu de chose sur les goliards, sorte de moines itinérants et très grivois, qui harcelaient l'Église à l'aube du premier millénaire.
L'invention de l'imprimerie va entraîner en Occident la publication de l'« Index » (1545), listes de livres prohibés, les genres ici incriminés sont divers. Un autre fait important est que ces textes, non seulement peuvent se multiplier à grande vitesse, mais être accompagnés d'images, de gravures — l'exemple le plus célèbre est l'affaire I Modi. Ces ouvrages sont alors interdits, et on entre dans une période de révoltes, de résistance, de clandestinité et l'apparition de romans, plus ou moins bien écrits, et placés sous le couvert de la morale (« Voyez ce qu'il ne faut pas faire »), et de la description des mœurs déréglées (« Voyez comme ces gens sont pervertis »), avec la syphilis comme trame de fond. Surnagent des farces, d'une portée universelle, et c'est l'œuvre de Rabelais. Dès le XVIIe, au cours d'un épisode libertin, apparaissent des ouvrages « que l'on ne lit que d'une main », se diffusant grâce à un trafic, un réseau souterrain de libraires, d'imprimeurs et d'acheteurs, qui disparaît à la fin du XXe siècle, dessinant une véritable subculture, mais qui n'exclue pas encore de nos jours des formes de censure. Le XVIIIe siècle français se caractérise, dès ses débuts, par une profusion d'ouvrages érotiques illustrés, avec une très brève période libérale au début de la Révolution. C'est précisément à cette époque qu'en français, les mots « érotisme » et « pornographe » apparaissent, le premier sous la plume de Chamfort, le second sous celle de Restif de La Bretonne.
Édicté sous un régime qui rétablit la censure, le Code Napoléon (1804) introduit, par une loi spécifique (renforcée en 1819), la notion d'outrage aux bonnes mœurs, subtilement floue et permettant de condamner à de lourdes peines de prison les acteurs du livre. En 1833, l'Allemand Carolus Rambach publie le Thesaurus eroticus linguae latinaæ, une tentative consistant à répertorier les ouvrages érotiques publiés sous l'Empire romain, démarche louable mais qui ne fera qu'exciter le lecteur curieux — le mot curiosa fait ainsi son apparition pour qualifier par euphémisme ce genre de production. Le Royaume-Uni développe un arsenal répressif consistant à d'une part lister et confiner ces ouvrages dans un département spécial appelé Private Case, situé dans la British Library ; et d'autre part de placer sous surveillance tous les envois postaux, de façon à freiner la circulation clandestine de tels ouvrages. La France dispose d'un tel département appelé l'« Enfer » — en réalité une série de cotes réservés à des ouvrages « à ne pas mettre entre toutes les mains ». Le trafic de tels ouvrages devient intense entre 1880 et 1914, au point que des congrès internationaux s'organisent pour en limiter la production, non sans puritanisme, au nom de la morale, production qui inclut des formes nouvelles comme les périodiques illustrés en couleurs, l'image lithographiée, la photographie, la carte postale… qui sont qualifiées de « pornographiques ». C'est dire ici que le réalisme des représentations, tant sous la forme écrite, que graphique, perturbent et les juges et les critiques. Des procès retentissant frappent certains ouvrages contenant des passages considérés comme lestes et outrageants : Flaubert, Baudelaire, Oscar Wilde, D. H. Lawrence, Colette, James Joyce, Boris Vian, Henry Miller, Nabokov, par exemple, en sont les victimes directes ou indirectes, et c'est sans compter des milliers de « petits pornos », romans explicites mettant en scène de nombreuses paraphilies, publiés par des éditeurs « sous le manteau » qui sont eux aussi régulièrement condamnés.
Les années 1960 voit l'émergence de la révolution sexuelle. Elle touche surtout les pays industrialisés — l'URSS mise à part. Les écrits du Marquis de Sade entre en collection de poche (1969). Enfin, un phénomène littéraire advient à la fin du XXe siècle : l'autofiction, et la liberté de dire et de vivre au grand jour son érotisme particulier. Victoire ? Pas si sûr : en termes de protection des mineurs, des États de droit s'autorisent à limiter la diffusion et la publicité sur ces ouvrages quand ils sont interpelés par des associations qui s'estiment outragées, et quand d'autres pays, eux, au nom d'une religion, d'un régime politique, les interdisent purement et simplement.

### Érotisme ou pornographie: une frontière encore floue et matière à débats
La distinction en littérature entre érotisme ou pornographie n'est pas toujours nette car, elle fait souvent entrer en jeu le contexte culturel et social et géographique de l'écriture ainsi que celui de la réception.
Le Dictionnaire du littéraire (2014) définit l'érotisme comme « la part de la littérature amoureuse qui insiste sur les plaisirs de la chair », tout en soulignant que la limite entre érotisme et pornographie est encore source de débat. La plupart des notices de dictionnaire mentionne aussi que le concept d'obscénité joue un rôle important dans la définition des termes, bien que son attachement à la moralité rende aussi la définition plutôt subjective. Il y est dit par ailleurs que l'érotisme et la pornographie partageraient un même objectif : représenter la jouissance personnelle. Toutefois, l'érotisme en littérature se serait distingué de la pornographie par une esthétisation de la représentation de la sexualité.

## Antiquité

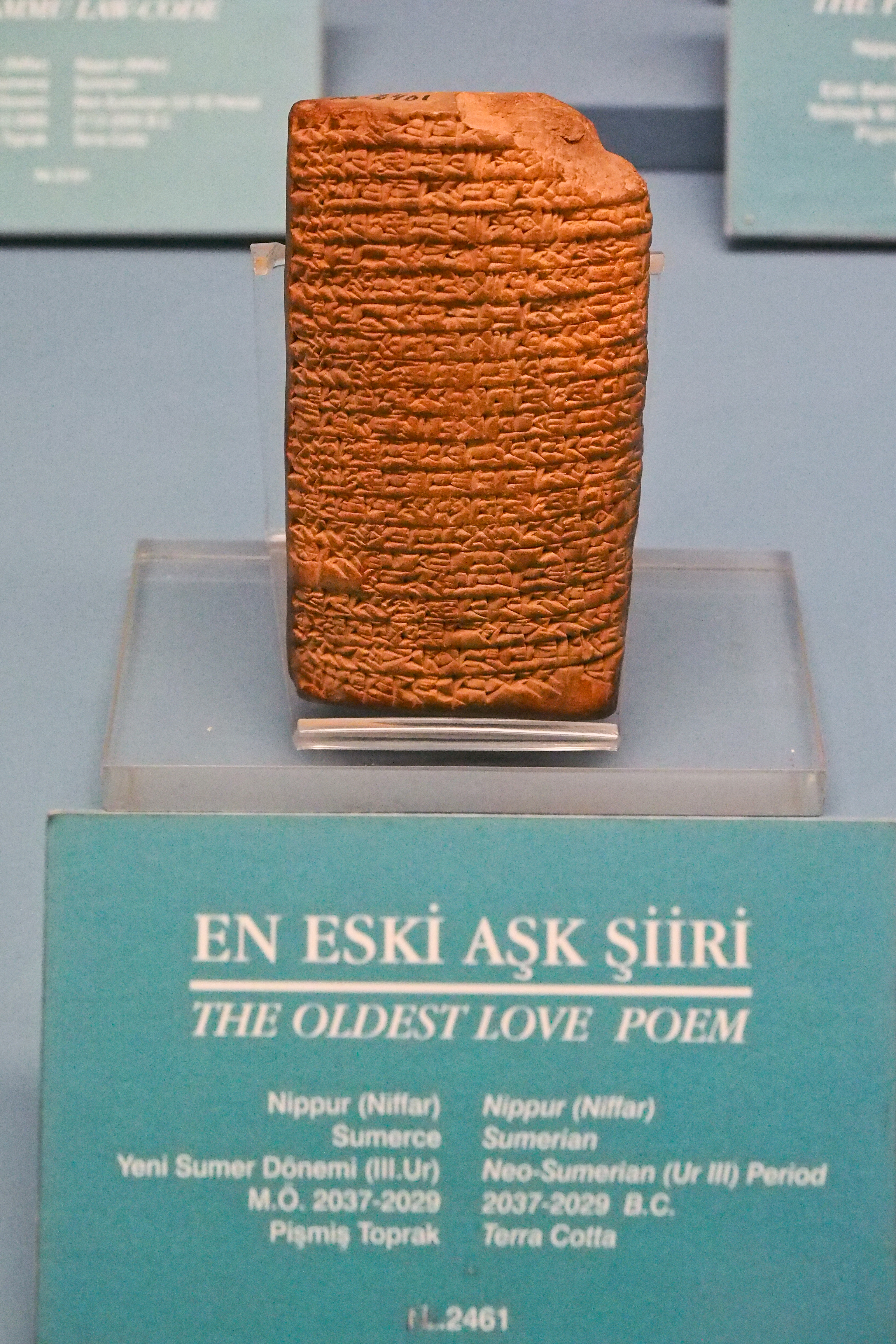
Le plus ancien poème d'amour (tablette d'argile, cote L.2461), Istanbul, musée des Œuvres de l'Orient ancien.

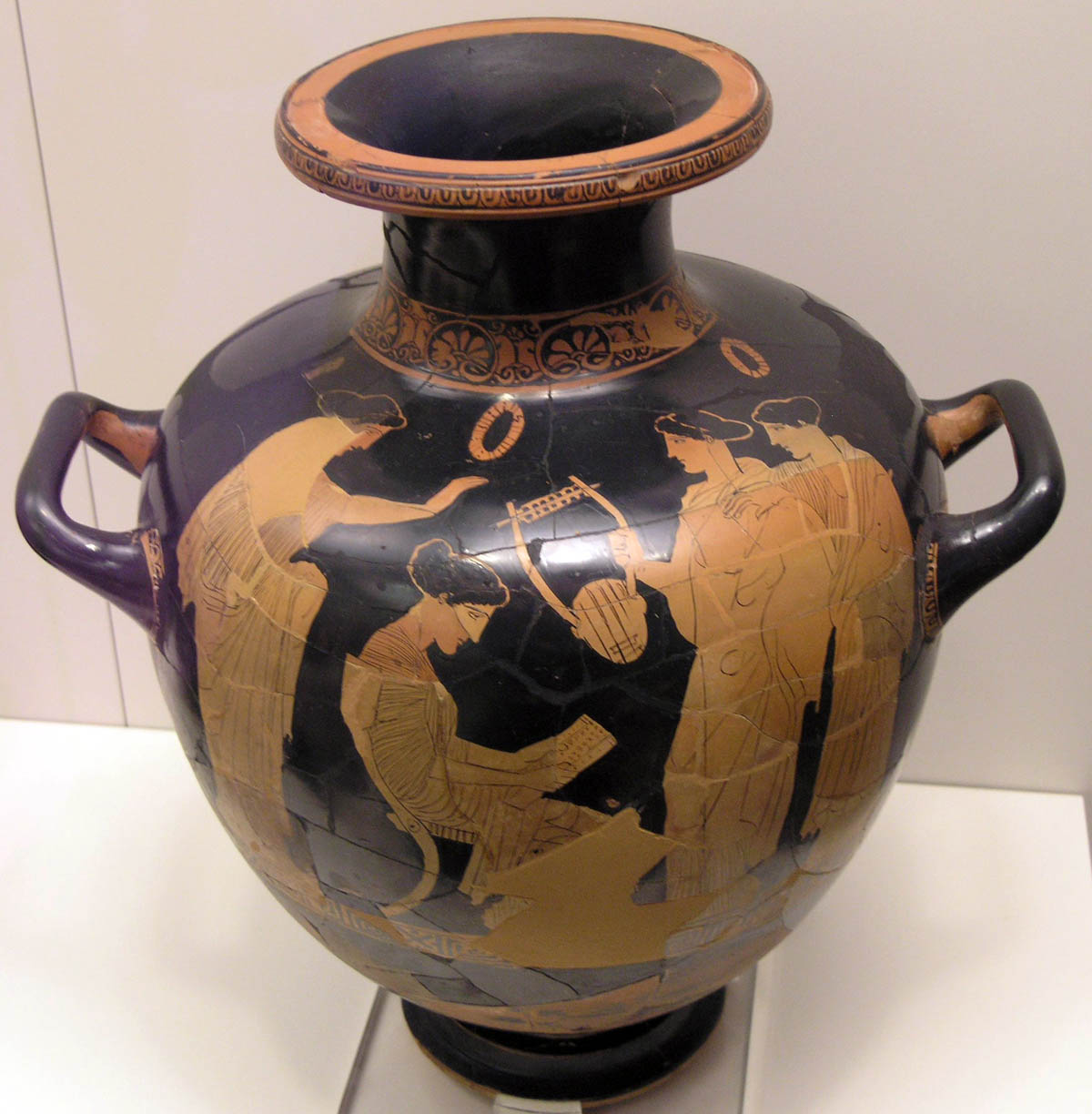
Assise, Sappho lisant entourée de ses disciples (vers -435, musée national archéologique d'Athènes.).

Les plus anciens textes remontent aux temps de la Mésopotamie. On trouve un poème d'amour, qualifié de chant, inscrit sur une tablette d'argile, rédigé sans doute par une femme et dédié à son souverain, le roi Shu-Sîn (troisième dynastie d'Ur, entre 2037 et 2029 av. J.-C.).
La littérature de l'Égypte antique contient un certain nombre de chants d'amours, à partir du Nouvel Empire (1500 av. J.-C. à 1000 av. J.-C.).

### Grèce antique
La théogonie grecque antique convoque les dieux Éros, Aphrodite et Apollon : cette trinité guide et conditionne le quotidien de cette civilisation quant à son rapport à l'amour. La langue grecque ancienne nous donne d'ailleurs trois mots bien distincts : éros (amour charnel), agapé (amour absolu) et philia (camaraderie).
Les textes sont empreint d'idéalisme et de passion, et inclut l'homosexualité (féminine et masculine), celle-ci ne devant pas être surinterprétée : le corpus est largement dominé par des récits de nature hétérosexuelle. Les figures héroïques comme Héraclès et Ulysse (Odyssée) nous disent en une forme épique leur profond amour pour la femme.
Les plus anciens poèmes d'amour remontent au VIIe siècle, à l'époque archaïque : Alcée, Archiloque et Sappho composent des chants qui procèdent vraisemblablement d'une intention érotique. Au siècle suivant, Anacréon et Pindare célèbrent tour à tour l'amour des filles et des garçons. Plus tard encore, le théâtre d'Aristophane, dont la pièce Lysistrata, constitue un exemple de mélange des genres.
Rapporteur des dialogues de Socrate, le philosophe Platon invente dans Le Banquet le « mythe des sphères », un récit ramenant à l'androgynie originelle de l'humanité : au début des temps, les êtres humains étaient doubles, homme-homme, femme-femme ou homme-femme, et l'intervention d'un dieu (Zeus) les a coupés en deux, pour en faire des hommes et des femmes séparées. Depuis, chaque être humain cherche sa moitié perdue. Le Phèdre de Platon préfigure lui le langage et les images qui seront utilisés dans la mystique amoureuse chrétienne.
Les philosophies ascétiques gréco-romaines (stoïcisme, épicurisme, scepticisme, cynisme) cherchent à régler et à esthétiser la sexualité pour rendre compatible la tempérance et le plaisir, comme l'explique Michel Foucault dans Histoire de la sexualité, II et III.
Aristote, quant à lui, ne théorise presque pas l'amour, mais il met l'accent sur l'amitié (valeur également partagée par les écoles de sagesse ascétique).

### Latins

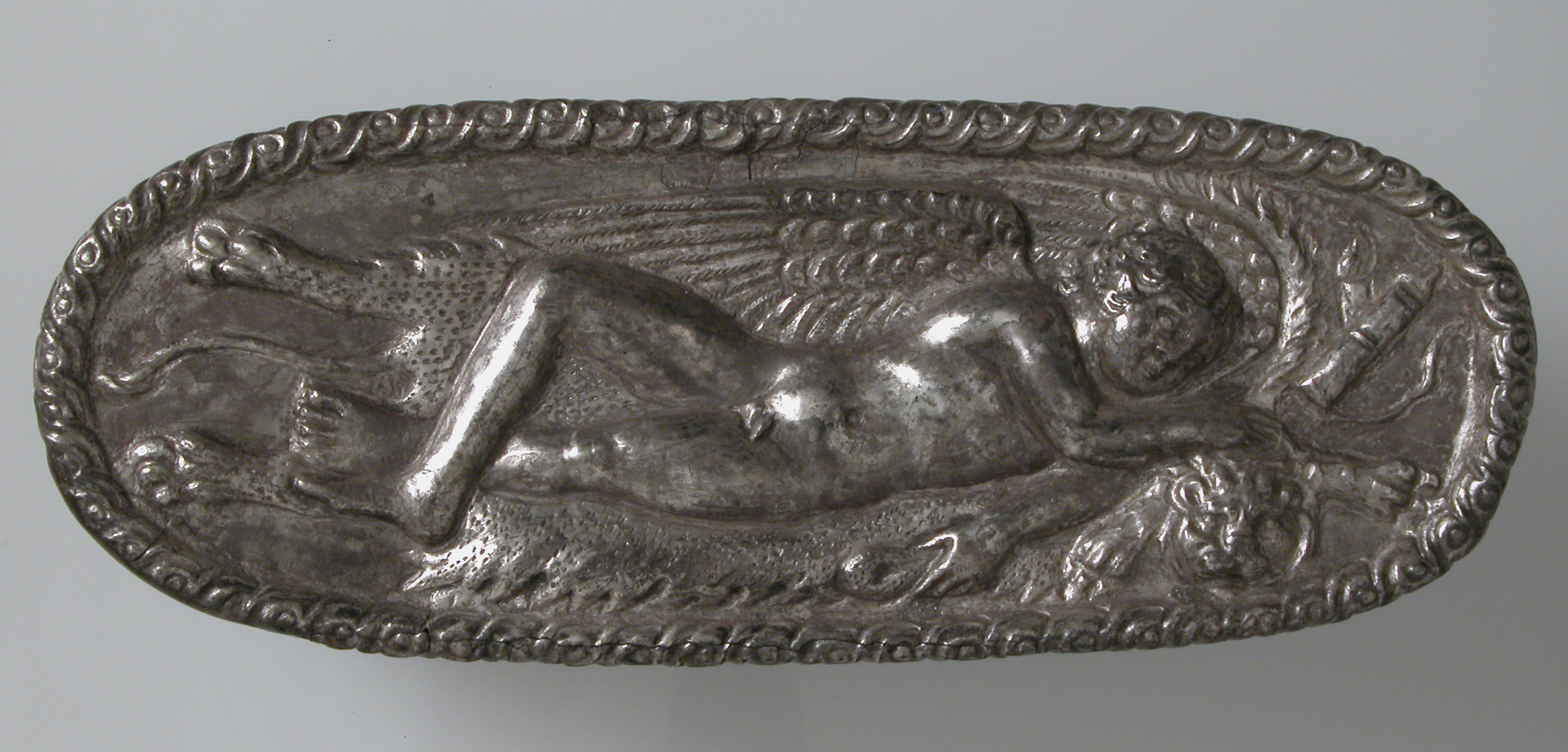
Éros endormi, couvercle d'une boîte en argent (Metropolitan Museum of Art).

Conquise par Rome, les derniers feux érotiques grecs s'incarnent en Méléagre et Philodème, dont nous sont parvenus des épigrammes.
L'érotisme latin est empreint de plaisir épicurien et de mesure. Ainsi, à l'exception de Laevius, longtemps oublié, les poètes élégiaques (Catulle, Properce, Ovide, Tibulle) chantent l'amour entre personnes libres et consentantes, en dehors du cercle jaloux du mariage et de la sexualité facile représentée par la prostitution. Lucrèce condamne les excès de la passion amoureuse dévorante, et les illusions de l'amour idéal, pour ne retenir que le plaisir purement corporel et mesuré (considéré comme un besoin naturel), quand Horace, par la satire, n'hésite pas à fustiger ses ennemis en les décrivant inféodés à leurs désirs lubriques. Dans l'élégie romaine, la sexualité est à nouveau célébrée dans la littérature, mais cette fois, sans la passion céleste et l'idéalisation du sentiment amoureux de Platon.
La variante médio-platonicienne de l'érotisme latin se laisse aller à la passion, voire au mysticisme initiatique (Apulée et les Mystères isiaques).
Du Ier et du IIe siècle, nous sont parvenues des œuvres comme le Satyricon de Pétrone, miraculeusement épargnée par la censure (mais en partie seulement) et sans doute l'un des premiers romans de l'histoire littéraire, ainsi que des Priapeia (en), collection de poèmes anonymes très explicites, tandis que la Vie des douze Césars de Suétone met en scène les excès de certains empereurs, avec force détails.
Enfin, il convient de citer : Leucippé et Clitophon d'Achille Tatius, rédigé au IIIe siècle en grec ancien, un roman, célèbre en son temps à Byzance, qui abonde en scènes relatives à la sexualité, traitées non sans humour ; et le Canto nuptialis d'Ausone (IVe siècle), long poème épigrammique mettant en scène les ébats matrimoniaux.
- Lucrèce (98 - 54 av. J.-C.), De la nature des choses (livre IV)[16]
- Horace (65 - 8 av. J.-C.), Épodes
- Ovide (43 av. J.-C. - 17 ap.), Les Amours, L'Art d'aimer et Remèdes à l'amour
- Martial (40 - 104 ap. J.-C.), Épigrammes érotiques et pédérastiques
- Apulée (123 - 170 ap. J.-C.), L'Âne d'or ou les Métamorphoses

## Littérature orientale

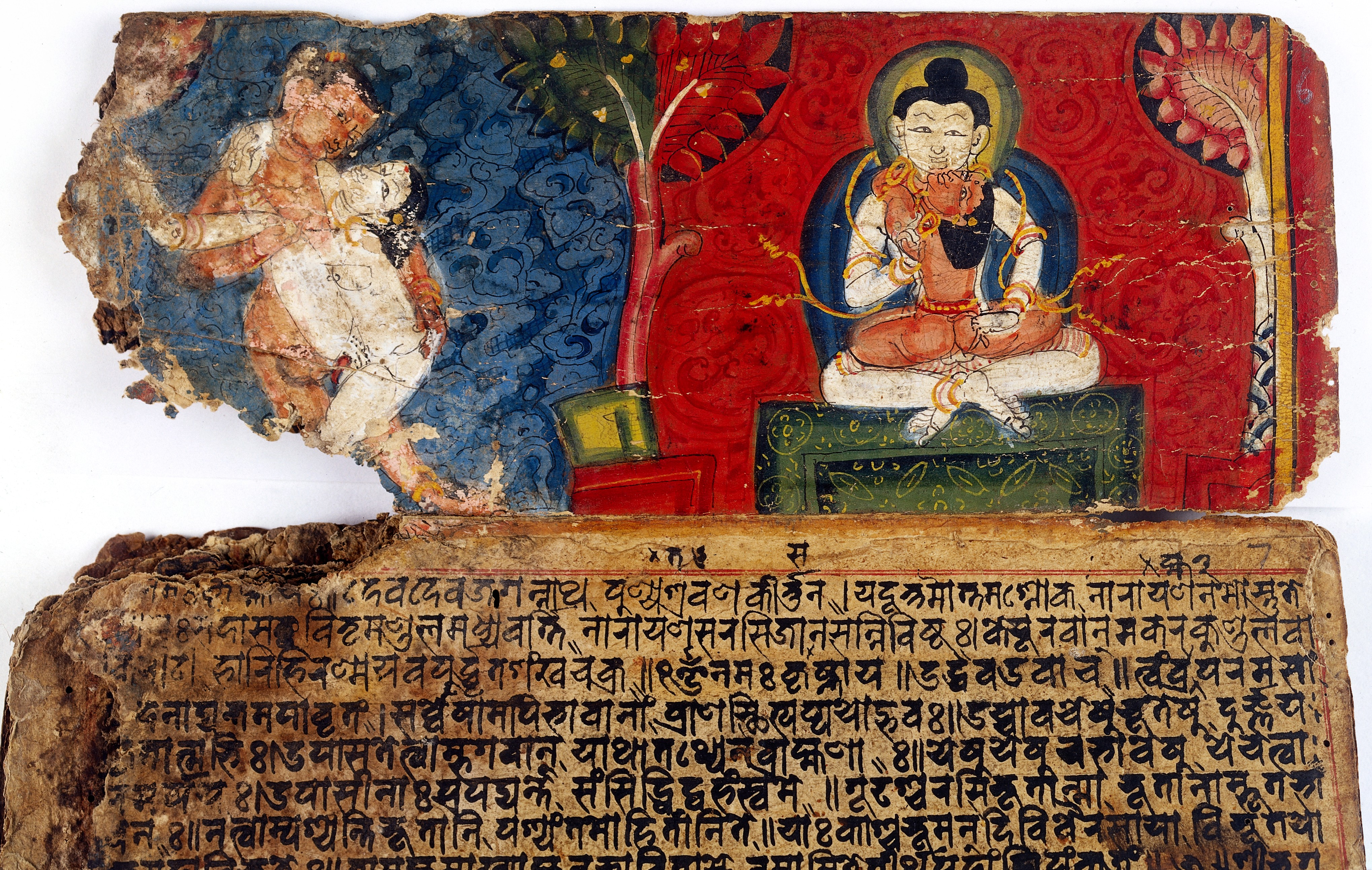
Manuscrit illustré népalais (Kamasutra, VI), sans date, mais bien antérieur aux productions illustrées du (Wellcome Collection).

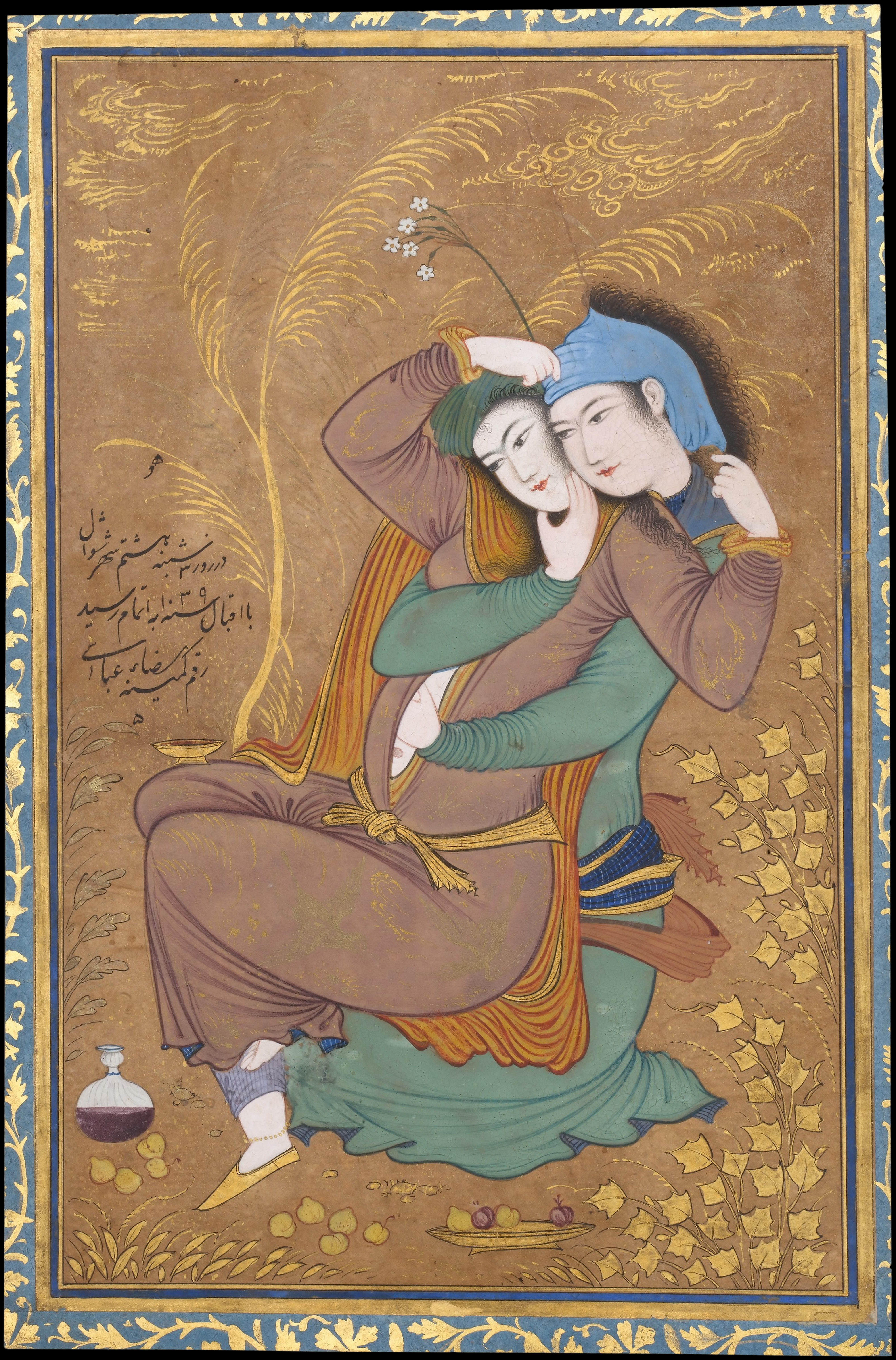
Les Amants (vers 1630) de Reza Abbassi, un sommet de la miniature persane (Metropolitan Museum of Art).

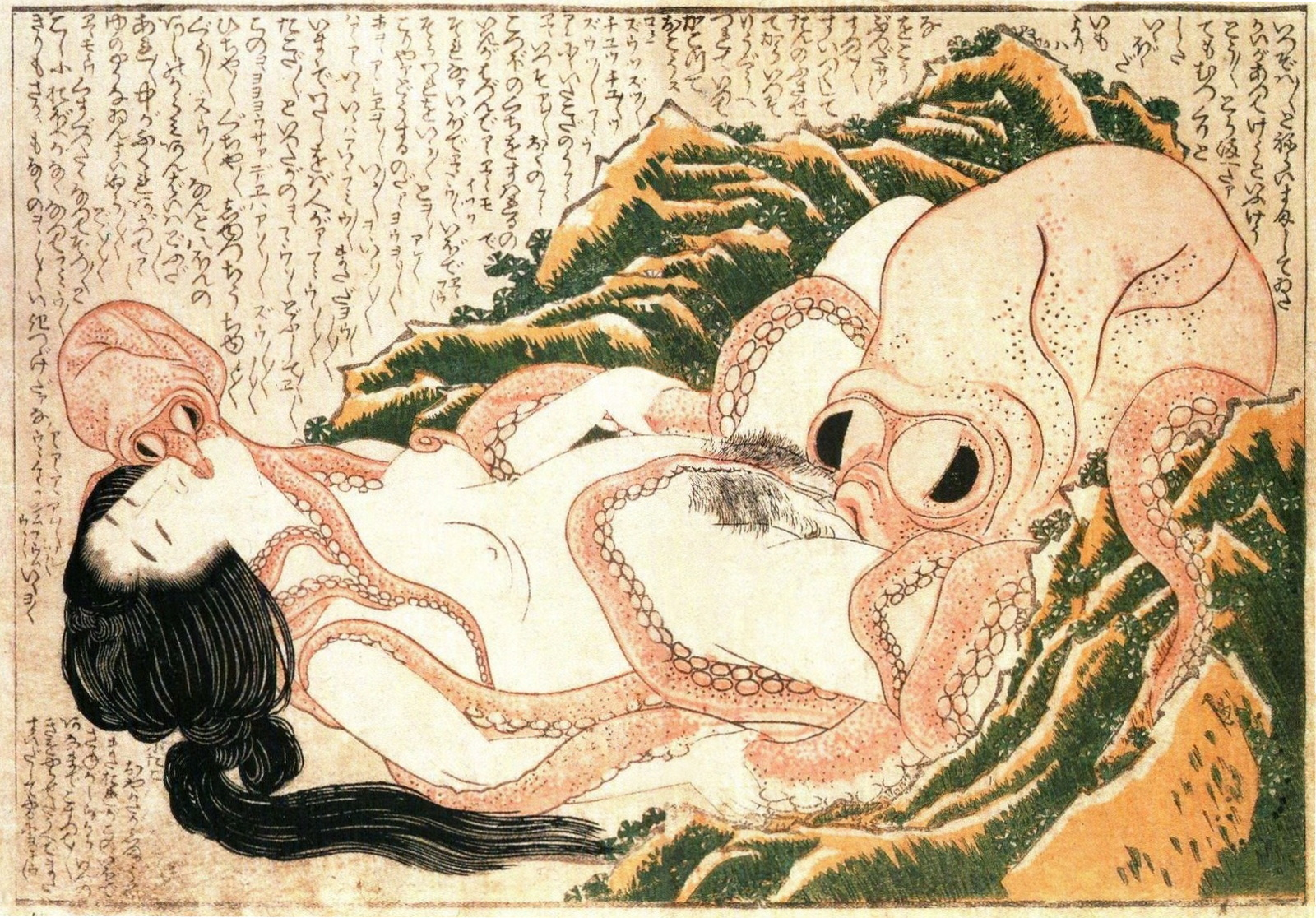
Le Rêve de la femme du pêcheur (と海女, Tako to ama), tiré du recueil Kinoe no Komatsu (1814), exemple de shunga, époque tardive, d'Hokusai.

À partir du VIIIe siècle av. J.-C., l'Inde produit en sanskrit toute une série de traités relatifs au kama, c'est-à-dire au désir et aux « arts de l'amour », l'un des piliers de l'hindouisme. Le plus célèbre des Kâmashâstras, le Kamasutra (Ve – VIe siècle), attribué à Vâtsyâyana, contient des aphorismes, et l'on peut le voir comme un manuel de sexualité, destiné à enseigner, principalement aux femmes (lesquelles jouissaient alors d'une grande liberté), les pratiques sexuelles, sans aucune forme de jugement moral.
Un phénomène similaire apparaît en Chine, durant la période Han (403 à 230 av. J.-C.) : des manuels, très tôt illustrés, se répandent, destinés à l'éducation sexuelle des jeunes couples. Les plus célèbres sont le Tong hsuan-tze, attribué au médecin Li Tong-hsuan (VIIe siècle) et le Yufang mi-jue (玉房秘訣, « Les secrets de la porte de jade »). De tels ouvrages se perpétuent jusque sous le régime Tang (VIIe – IXe siècle). Ces textes nous sont parvenus grâce aux travaux de Robert van Gulik (1910-1967).
L'un des premiers et des plus grands chefs-d'œuvre de la littérature japonaise est Le Dit du Genji, long roman composé au IXe siècle et attribué à une femme, Murasaki Shikibu, récit dont le fil conducteur est la vie amoureuse et sexuelle du fils d'un empereur.
Au Moyen-Orient, le poète yéménite Waddâh al-Yaman (mort en 708) compose des dialogues érotiques entre amants ; le poète Al-Farazdaq (v. 640-728), vivant à Damas, introduit ses poèmes par le nasīb, évoquant sans fard des pratiques sexuelles et orgiastiques. Du côté de Bagdad, le poète Aboû Nouwâs (mort en 815), met en scène une poésie d'amour, bachique et érotique, inspirée de la vie citadine, célébrant le vin et le sexe, excès qu'il paya par des séjours en prison.
Au XIIe – XIIIe siècle, la civilisation musulmane produit de nombreux textes érotiques : Ahmad al-Tifachi et ses Délices des cœurs par les perceptions des cinq sens (avant 1253) fait état à la fois de relations hétérosexuelles et homosexuelles, avec toutefois une prédilection pour ces dernières, principalement pédérastiques. Djalâl ad-Dîn Rûmî avec le Masnavi (avant 1273) et Saadi avec le Jardin des Fruits (avant 1291) offrent des recueils de contes assez lestes, qui s'inscrivent dans la tradition soufis. Les sommets de la sensualité sont sans doute atteint avec les contes anonymes des Mille et une nuit que la tradition épigraphique situe dans leur composition aux alentours du XIIIe – XVe siècle, et La Prairie parfumée de Cheikh Nefzaoui.
Au XVIIe siècle, la Chine des Ming nous a laissé Fleur en fiole d’or (金瓶梅, « Jin Ping Mei »), attribué au « Lettré railleur de Lanling » (1610).

## Mystique judéo-chrétienne

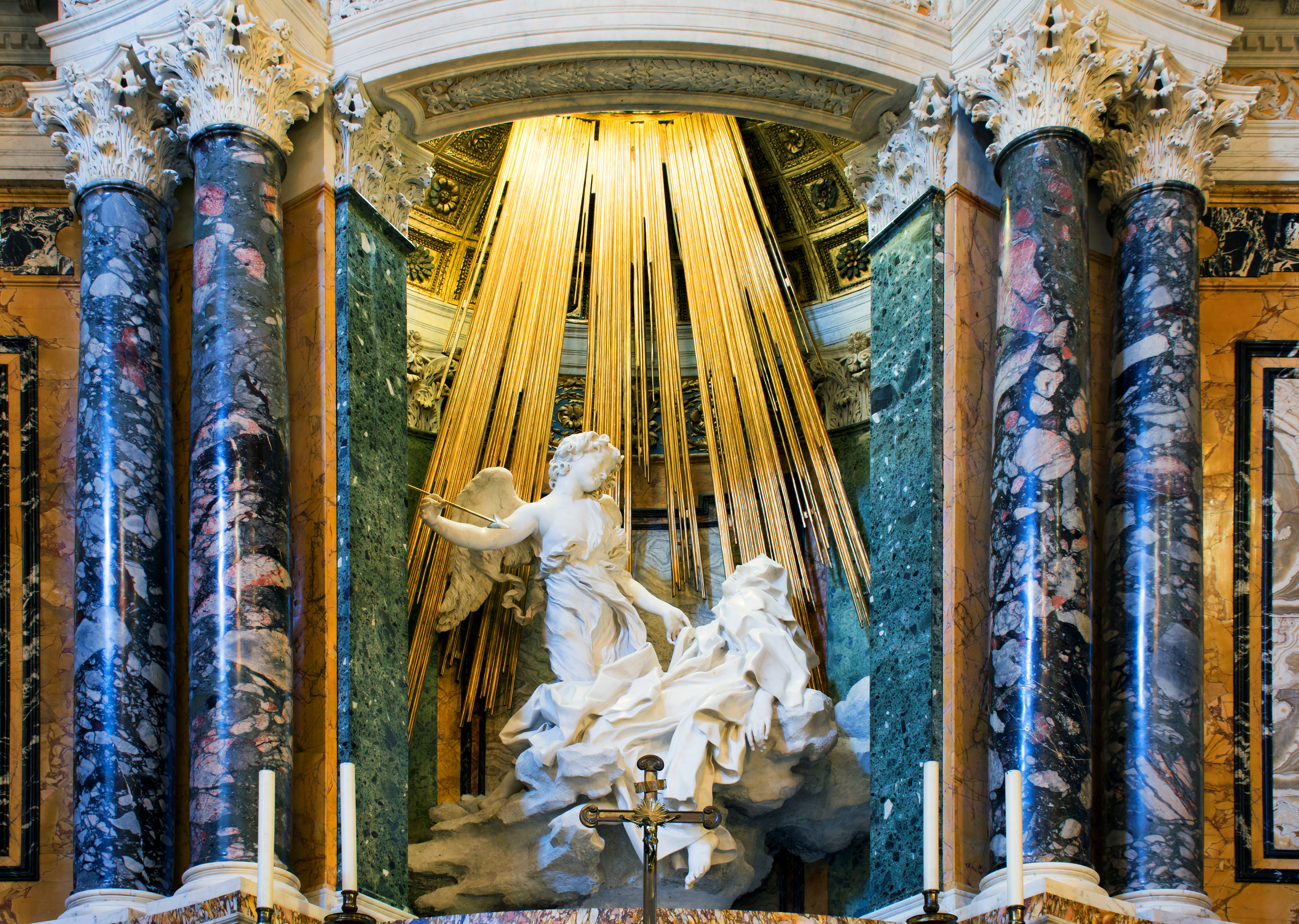
L'Extase de sainte Thérèse, sculpture en marbre de Gian Lorenzo Bernini, qui représente la transverbération de Thérèse d'Avila.

Le langage érotique des grand(e)s mystiques est frappant, à la fois par sa chaste pureté et par sa violence amoureuse. Il s'inspire autant de la dialectique amoureuse de Platon, laquelle passait d'un érotisme corporel (Le Banquet) à un érotisme plus mystérieux, plus chaste, plus religieux (Phèdre), que de la Bible (notamment le Cantique des Cantiques dans l'Ancien Testament, qui décrit le périple de deux amoureux de manière imagée, et le Nouveau Testament).
Les mystiques se décrivent comme les « époux(ses) » de Dieu, et parlent fréquemment d'union intime avec leur Dieu (voir Transverbération de sainte Thérèse). Luther, quant à lui, parle de l'âme comme de l'« épouse du Christ ». Jakob Böhme (1575-1624) parlera d'« Androgynie céleste ».
- Le Cantique des Cantiques
- Angèle de Foligno (1248-1309), Le livre des Visions et Instructions
- Marguerite Porete (1250-1310), Le Miroir des âmes simples et anéanties
- Maître Eckhart (1260-1327), Traités et Sermons
- Catherine de Sienne (1347-1380), Dialogues
- Martin Luther (1483-1546), La Liberté du chrétien
- Thérèse d'Ávila (1515-1582)[25], Vie par elle-même et Le Château intérieur
- Jean de la Croix (1542-1591), La Vive Flamme d'amour et Les Cantiques spirituels

## Littérature européenne

### Danemark
- Søren Kierkegaard (1813-1855), L'alternative (notamment le Journal du séducteur) (1843)

### Europe centrale
- Leopold von Sacher-Masoch (1836-1895), La Vénus à la fourrure (1870)

### Italie
- Pétrarque (1304-1374), Canzoniere
- Boccace (1313-1375), Décaméron (1349-1353)
- Giacomo Casanova (1725-1798), Histoire de ma vie (1789-1798)

## Littérature française
Ceci est une liste non exhaustive des livres en français, par ordre de siècle, puis alphabétique d’auteur.

### Moyen Âge

#### XIIeetXIIIesiècles

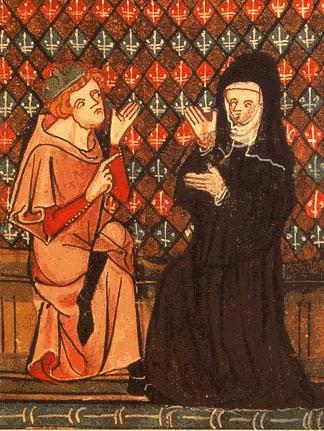
Abélard et Héloïse, enluminure du XVe siècle, Atelier Montbaston.

Le Moyen Âge invente le roman courtois, illustré par Chrétien de Troyes. Ce genre littéraire décrit les aventures initiatiques de grands chevaliers héroïques qui doivent gagner le cœur de leur aimée. La correspondance entre Héloïse et Abélard offre le cas exceptionnel d'une correspondance licencieuse au Moyen Âge, à la fin tragique.
- Tristan et Iseut
- Chrétien de Troyes (1135-1190), Lancelot ou le Chevalier de la charrette, Yvain ou le Chevalier au lion et Perceval ou le Conte du Graal
- Le Roman de la Rose

### Renaissance

#### XVesiècle
- François Villon (1431-après 1463) : Le Jargon ou Jobelin de Maistre François Villon, six ballades publiées en 1489[27]

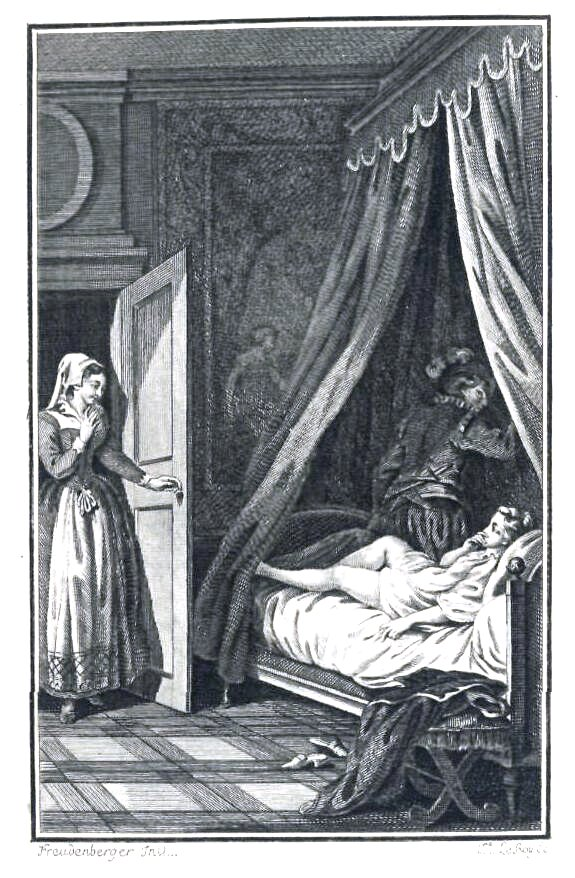
Illustration d'après Sigmund Freudenberger, pour L'Heptaméron, livre V (Londres, The Society of English Bibliophilists, 1894)

#### XVIesiècle
- François Rabelais (1483/1494-1553), Pantagruel (1532) et Gargantua (1534)
- Marguerite de Valois (1492-1549) : L'Heptaméron, recueil de nouvelles publié en 1558

#### XVIIesiècle

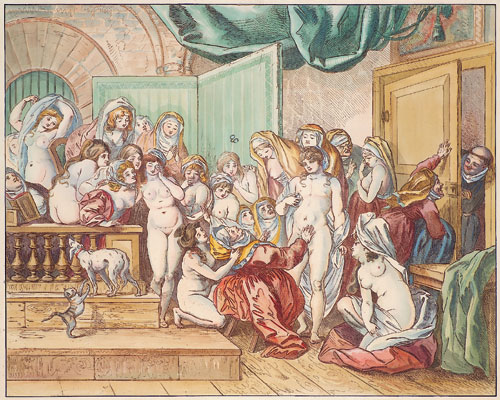
Gravure rehaussée attribuée à Johann Heinrich Ramberg pour illustrer Les lunettes, un conte de Jean de La Fontaine dans une édition datant de 1800.

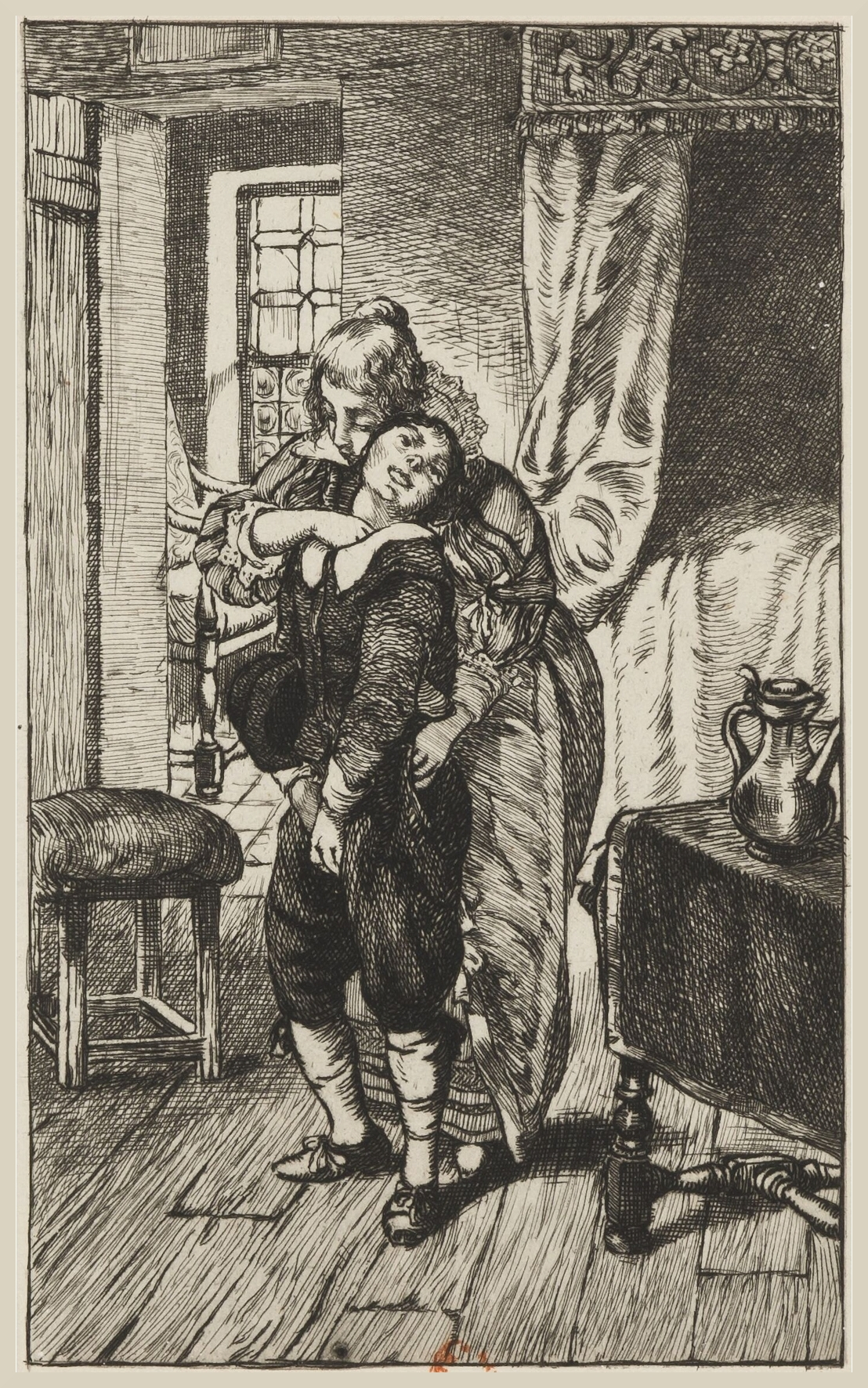
Illustration (1925) de Martin van Maele pour l'Histoire comique de Francion de Charles Sorel, un érotique du XVIIe siècle.

- François-Vatable-Béroalde de Verville, (1556-après 1623) : Le Moyen de parvenir, sous-titré Œuvre contenant la raison de tout ce qui a été, est et sera, roman paru en 1610
- Le Parnasse satyrique recueil publié en 1622 et attribué à Théophile de Viau (1590-1626)
- Charles Sorel (1602-1674), Histoire comique de Francion, déclinée en trois versions[28] :
Histoire comique de Francion en laquelle sont découvertes les plus subtiles finesses et trompeuses inventions tant des hommes que des femmes de toutes sortes de conditions et d'âge, publiée en 1623
L'Histoire comique de Francion où les Tromperies, les Subtiliser, les mauvaises humeurs, les sottises et tous les autres vices de quelques personnes de ce siècle sont naïvement représentez, publiée en 1626
La vraie Histoire comique de Francion, composée par Nicolas de Moulinet, sieur du Parc, gentilhomme lorrain, publiée en 1633
- L'École des filles, ouvrage de 1655 considéré comme le premier roman érotique de la littérature française[29]
- Jean de La Fontaine (1621-1698) :
Contes et nouvelles en vers, réunis en cinq livres publiés respectivement en 1664, 1665, 1666, 1671 et 1674
- Claude Le Petit (1638-1662) :
L'Heure du berger, recueil publié en 1662
- Molière (1622-1673), Dom Juan ou le Festin de pierre (1665)
- Vénus dans le cloître, ou la Religieuse en chemise (en) (1683), de l'abbé Duprat (pseudonyme)

### Période moderne

#### XVIIIesiècle

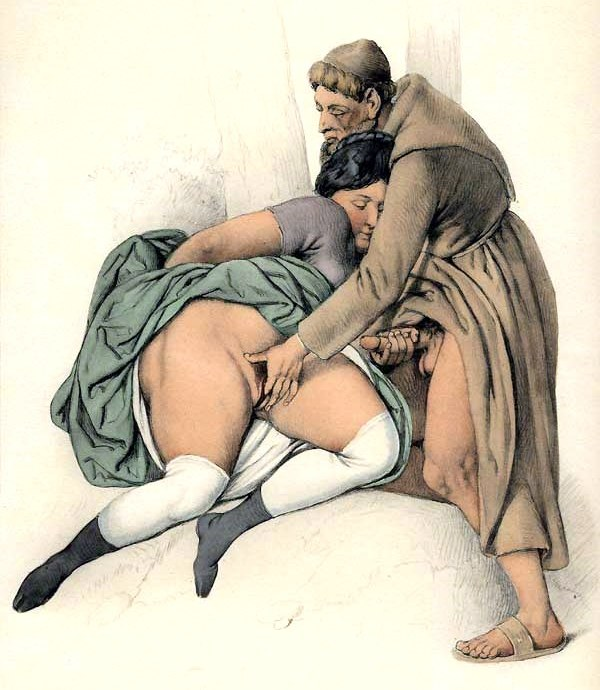
La Capucinière, vue par Johann Nepomuk Geiger (aquarelle, vers 1840).

- Denis Diderot[30] (1713-1784) : Les Bijoux indiscrets, publiés en 1748 ; La Religieuse (1781) ; Supplément au Voyage de Bougainville (1774)
- Pierre Choderlos de Laclos (1741-1803), Les Liaisons dangereuses (1782)
- Jean-Charles Gervaise de Latouche (1715-1782) : Histoire de Dom Bougre, portier des chartreux, écrite par lui-même[31], publiée en 1741
- Charles-Joseph de Ligne (1735-1814), Contes immoraux, publiés tardivement en 1947
- Jean-Baptiste Louvet de Couvray (1760-1797), Les Amours du chevalier de Faublas, roman publié en 1787-1790
- Honoré-Gabriel Riqueti de Mirabeau (1749-1791) :
Lettres à Sophie, recueil de correspondance publié en 1792[32]
- Montesquieu, Le Temple de Gnide, publié sans nom d’auteur en 1725
- Andréa de Nerciat (1739-1800) :
Le Doctorat impromptu, récit publié en 1788
Les Aphrodites ou Fragments thali-priapiques pour servir à l'histoire du
- Julien Offray de La Mettrie (1709-1751), L'Art de jouir, essai publié en 1740
- Restif de La Bretonne, (1754-1806) :
L'Anti-Justine, publié en 1798[33]
- Jacques Rochette de La Morlière, (1719-1783), Angola, conte féerique publié en 1746[34]
- Marquis de Sade[35] (1740-1814) :
Les Cent vingt journées de Sodome ou l’École du libertinage[36], écrit en 1785, manuscrit disparu à la prise de la Bastille, retrouvé en 1904, publié en 1931-1935 par Maurice Heine
Justine ou les Malheurs de la vertu, publié en 1791
Aline et Valcour publié en 1795
La Philosophie dans le boudoir, publié en 1795
La Nouvelle Justine, suivie de l’Histoire de Juliette, ou les Prospérités du vice publiés en 1799
Les Crimes de l'amour publié en 1800
La Marquise de Gange, publié en 1813.

#### XIXesiècle

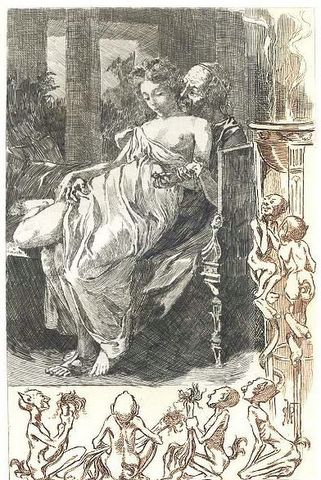
Thaïs d'Anatole France : illustration de Martin Van Maele (1901).

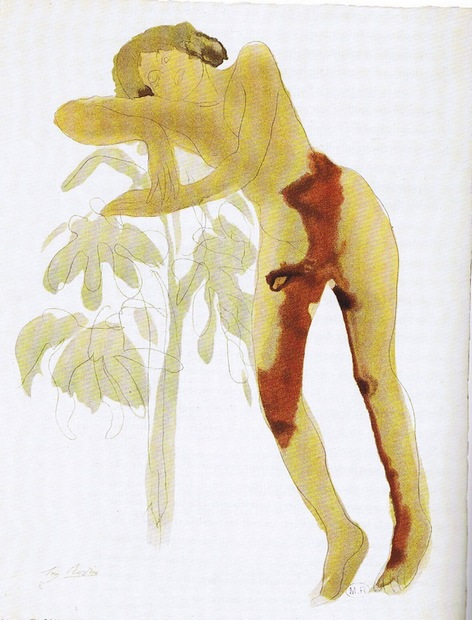
Auguste Rodin, lithographie pour Le Jardin des supplices d'Octave Mirbeau (éd. Ambroise Vollard, 1902).

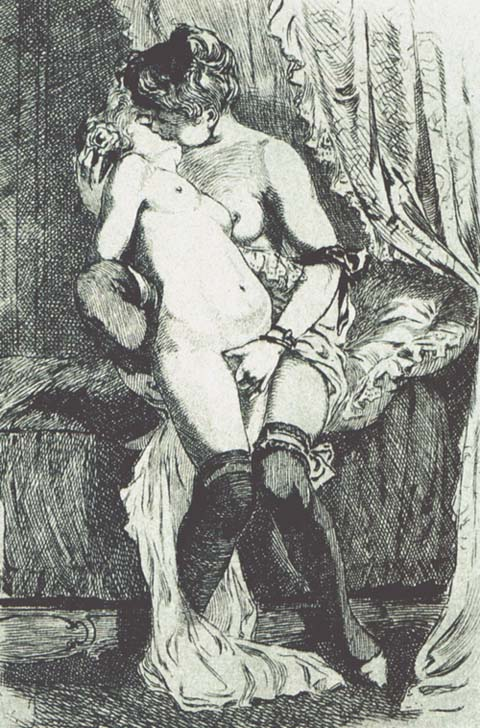
Trilogie érotique de Paul Verlaine,
illustration de Martin Van Maele (édition clandestine, 1907).

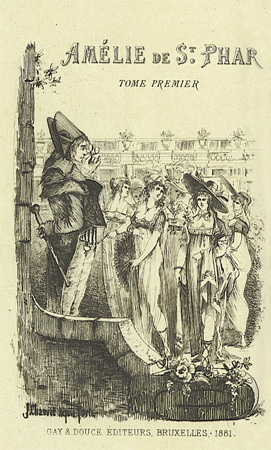
Amélie de Saint-Far, un des rares livres de l'époque à avoir été écrit par une femme. Le texte est attribué à Félicité de Choiseul-Meuse.

L'historienne Annie Stora-Lamarre a étudié l'univers de la littérature clandestine durant la période de la Troisième République. Face à l'alphabétisation croissante de la population, les autorités et les ligues morales sont particulièrement sensibles à la moralisation de la société : on assiste à une forme de combat commun entre les défenseurs de la République et les ligueurs cléricaux. Ayant analysé les livres de l'enfer de la Bibliothèque nationale, l'historienne propose une analyse globale de la production éditoriale au tournant du siècle : les ouvrages sont majoritairement imprimés à l'étranger, dans les villes d'Amsterdam, de Londres, de Genève ou de Bruxelles. Les auteurs écrivent sous pseudonymes pour éviter les poursuites judiciaires, et sont pour la plupart, de sexe masculin. On retrouve quelques exceptions, comme le livre Amélie de Saint-Far ou la fatale erreur, écrit par une certaine Madame C..., texte attribué à Félicité de Choiseul-Meuse, ou le Roman de Violette, écrit par la marquise Henriette de Mannoury d'Ectot sous le pseudonyme Vicomtesse de Cœur Brûlant.
Le récit de la littérature érotique du XIXe siècle se déroule dans un lieu clos : le pensionnat, le couvent ou la maison de plaisir sont les endroits les plus usés. Le contexte anticlérical de la fin du XIXe se révèle dans les catalogues clandestins des éditeurs, qui mettent « l'accent sur les couvents et les gens d’Église ». L'auteur Alphonse Monas, par exemple, publie une série en trois tomes intitulée Le couvent des Bleuets à partir de 1900. L'exotisme est également recherché par les auteurs, avec des récits se basant en Russie, qui est un des pays étrangers favoris, à l'image des Souvenirs d'une princesse russe d'après son journal particulier et secret, où une princesse pratique sa sexualité avec ses moujiks (éd. Auguste Brancart, 1893).
- Jules Barbey d'Aurevilly (1808-1889) :
Une vieille maîtresse, roman rédigé en 1844 et publié en 1851
Un prêtre marié, roman publié en 1864
Les Diaboliques, recueil de nouvelles publié en 1874
Ce qui ne meurt pas, roman publié en 1884
- Honoré de Balzac (1799-1850) : Physiologie du mariage[43], étude publiée en 1829
- Charles Baudelaire (1821-1867) : Les Fleurs du mal, recueil poétique publié en 1857
- Joseph-Pétrus Borel (1809-1859) :
Champavert, contes immoraux publiés en 1853
- Isidore-Lucien Ducasse, comte de Lautréamont (1846-1870) : Les Chants de Maldoror, publiés en 1869
- Marguerite Eymery (1860-1953), dite Rachilde :
Monsieur Vénus, roman paru en 1884
- Gustave Flaubert (1821-1880) : Madame Bovary, roman paru en 1887
- Anatole France, nom de plume de François-Anatole Thibault (1844-1924) : Thaïs, roman publié en 1890
- Théophile Gautier (1811-1872) :
Mademoiselle de Maupin, roman publié en 1835
Lettre à la Présidente, correspondance érotique publiée en 1890[44]
- Théodore Hannon (1851-1916) : recueil poétique publié en 1879 et 1881
- Joris-Karl Huysmans (1848-1907) :
À rebours, roman publié en 1884
Là-bas, roman publié en 1891
- Pierre Louÿs (1870-1925) :
Aphrodite, mœurs antiques, roman publié en 1896
Les Chansons de Bilitis, poèmes lyriques publiés en 1894
La femme et le pantin, roman publié en 1898
Trois filles de leur mère, roman publié en 1926
- Stéphane Mallarmé (1842-1898) : L'Après-midi d'un faune, églogue publiée en 1876
- Guy de Maupassant (1850-1893) :
Une partie de campagne, publié en 1881
Le Moyen de Roger, nouvelle publiée en 1883
L'Ami Patience, publié en 1883
Au bord du lit, publié en 1883
Imprudence, conte publié en 1885
À la feuille de rose, maison turque, pièce de théâtre jouée en 1875, éditée en 1945
Allouma, publié en 1889
Mouche, nouvelle publiée en 1890
Les Caresses
- Octave Mirbeau (1848-1917) :
Le Jardin des supplices, publié en 1899
Le Journal d'une femme de chambre, publié en 1900
- Henry Monnier (1799-1877) : Les Deux Gougnottes, pièce de théâtre publiée en 1864[45]
- Jean Richepin (1849-1926) : La Chanson des gueux, recueil poétique publié en 1876
- Marcel Schwob (1867-1905) : Le Livre de Monelle, poème en prose publié en 1895
- Stendhal (1783-1842), pseudonyme de Henri Beyle :
Armance, roman publié en 1827
Lamiel, publié posthumément en 1889
- Paul Verlaine (1844-1896),
Les Amies, six sonnets publiés clandestinement en 1867[46]
Parallèlement, recueil de poèmes publié en 1889
- Émile Zola (1840-1902) : Nana, roman paru en 1879

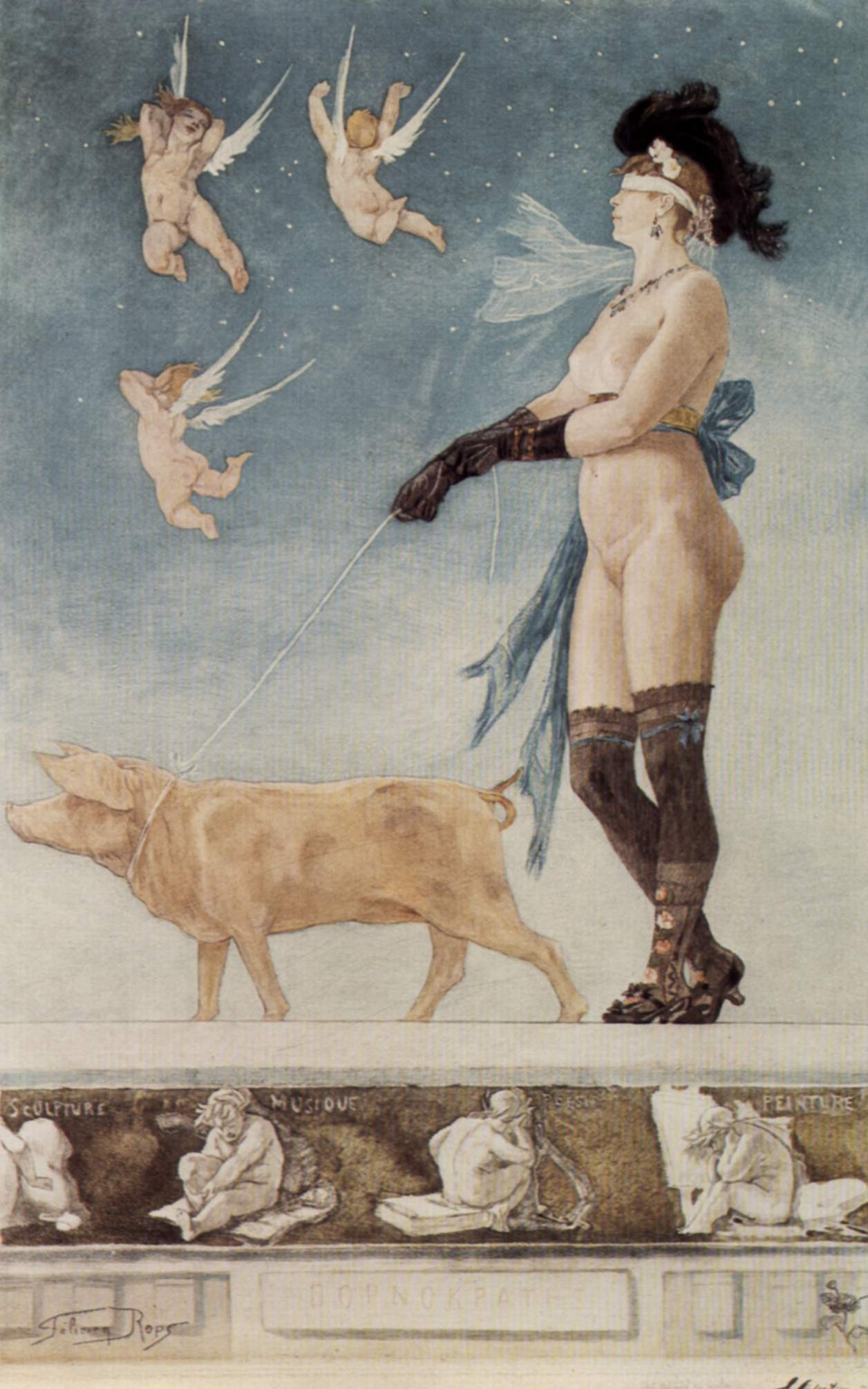
Pornocratès ou la Dame au cochon (aquarelle, 1878)
par Félicien Rops.

#### XXe siècle

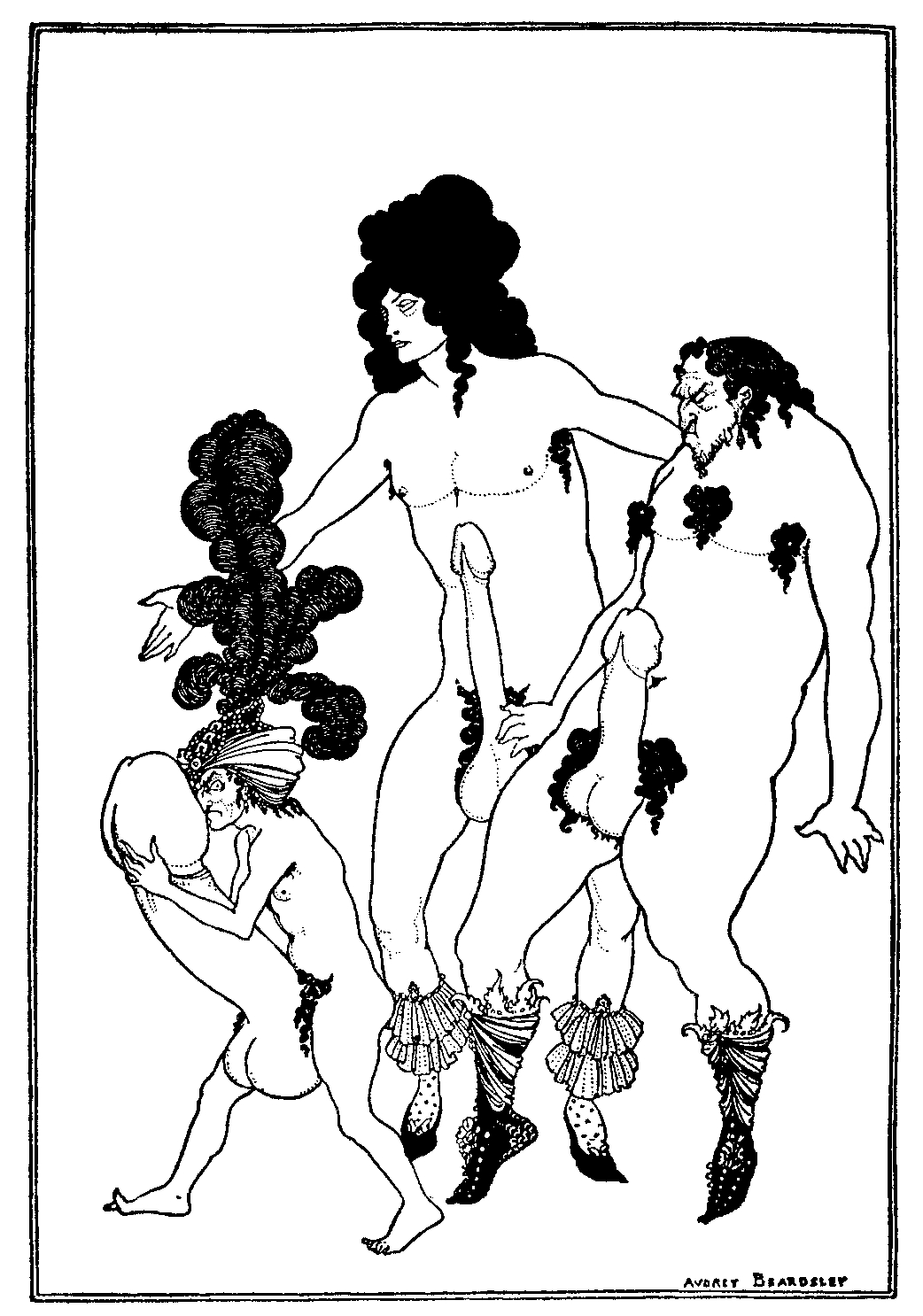
Cortège priapique mis en scène par Aubrey Beardsley (dessin, 1896) pour illustrer Lysistrata en plein victorianisme.

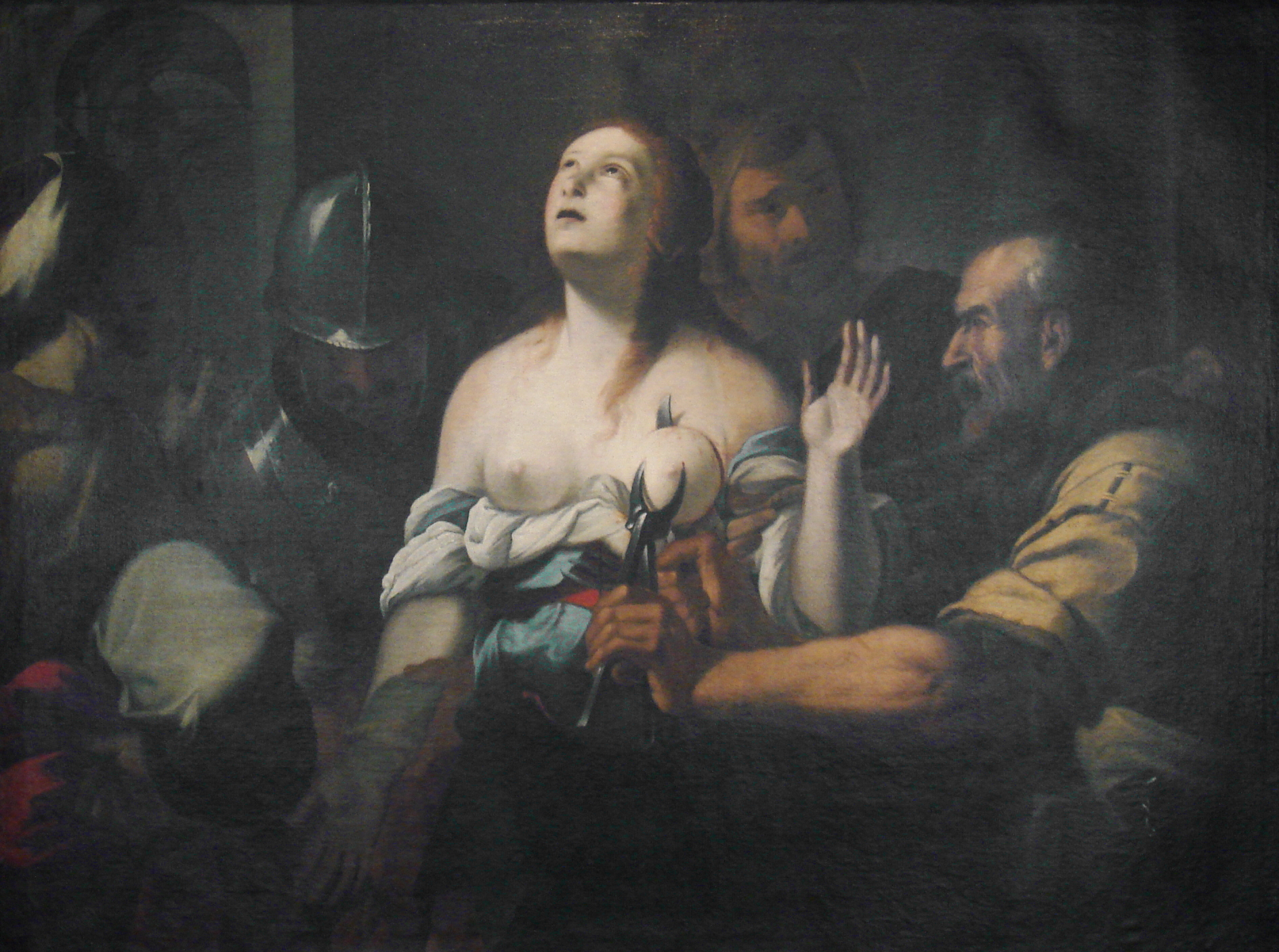
Martyre de sainte Agathe, peinture anonyme du XVIIe siècle.
Dans L'Érotisme (1957), l'essai de Georges Bataille, est inséparable du sacrilège, un sacré fascinant et repoussant.

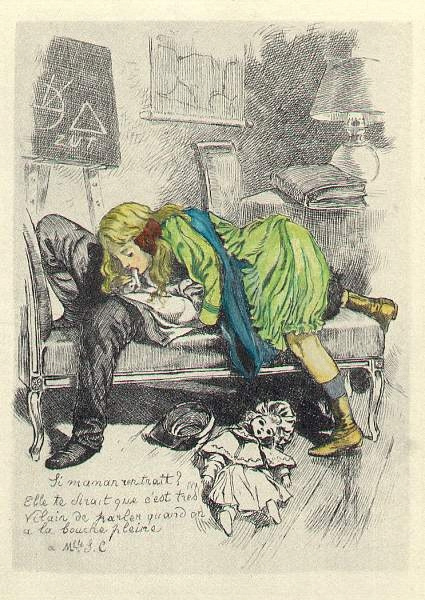
Illustration de Martin Van Maele pour La Grande Danse macabre des vifs (éd. Charles Carrington, 1905).

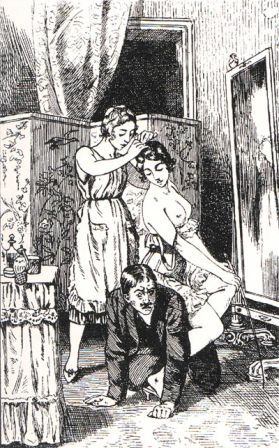
La Comtesse au fouet de Pierre Mac Orlan (éd. Jean Fort, 1926),
illustration de Martin Van Maele.

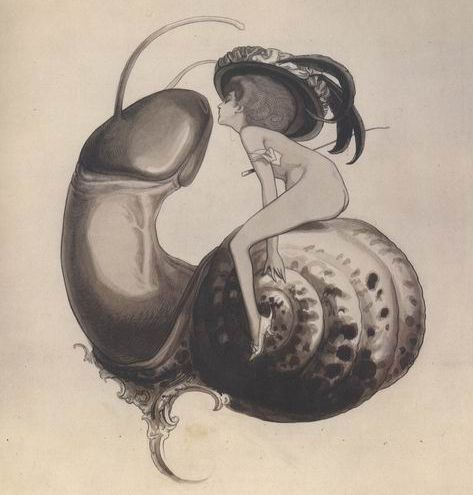
Ex-libris de Franz von Bayros (avant 1924).

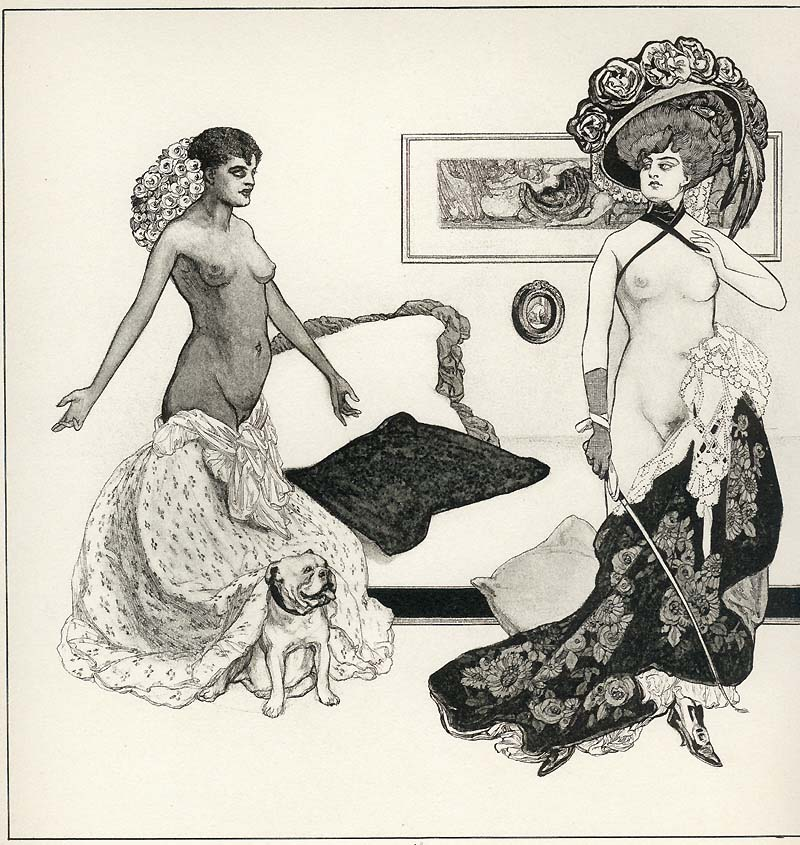
Illustration de Franz von Bayros extraite de Der Toilettentisch, parue anonymement à Munich en 1908.

### Période contemporaine

#### L'érotisme face à la libération des mœurs
À la fin du XXe siècle, les éditeurs ne sont plus inquiétés par les autorités et la censure pour publier leurs ouvrages : la littérature érotique « commence à encombrer les programmes éditoriaux » dans les années 1990. Les éditions Robert Laffont font paraître en 1993, dans la collection « Bouquins », les Romans libertins du XVIIIe siècle, Gallimard publie en « Folio » les livres de Georges Bataille et les éditions Zulma et Arléa lancent leurs collections dédiées au genre. En 1998, Claude Bard fonde les éditions La Musardine à Paris et s'associe à Sophie Rongiéras, qui se spécialise dans la publication de textes érotiques.
Le lectorat est au rendez-vous, puisque certains ouvrages rencontrent un réel succès éditorial, comme Ma vie secrète, roman érotique anglais du XIXe siècle publié pour la première fois dans son intégralité par les éditions Stock et vendu à 25 000 exemplaires,. Les maisons d'éditions traditionnelles accueillent donc, en leur sein, « les titres les plus osés », à l'image de Grasset qui publie Baise-moi de Virginie Despentes en 1999.
En miroir de cette publication se faisant sans scandales et une sexualité devenant omniprésente en cette fin de siècle, certains éditeurs et auteurs n'hésitent pas à déclarer « l'érotisme en voie d'extinction ». Le philosophe américain Allan Bloom écrit en 1996 que ses contemporains vivent « la désérotisation du monde, qui accompagne son désenchantement […] L'isolement, le sentiment de ne pouvoir établir un contact en profondeur avec d'autres êtres humains, telle est, semble-t-il, la maladie de notre temps ». Philippe Murray déclare pour sa part en 2000 qu' « il en va aujourd’hui de l’existence sexuelle […] comme de ces lieux de mémoire qui ne sont plus que des motifs d’attraction et d’animation… », alors que Jean-Jacques Pauvert estime que l'érotisme sous sa forme littéraire n'existe plus.
- Le Livre d'heures, publié en 1994 à Paris par les Éd. Phébus,
- Guillaume Apollinaire (1880-1918), nom de plume de Wilhem Apollinaris de Kostrowitzky :
Les Onze Mille Verges, roman publié en 1907
Poèmes à Lou, publiés en 1969[55]
- Louis Aragon (1897-1982), Le Con d'Irène, roman publié en 1928
- Georges Bataille[56](1897-1962) :
Histoire de l'œil, publié en 1928 sous le pseudonyme de Lord Auch
Le Bleu du ciel, récit de 1935 publié en 1957
Madame Edwarda, publié en 1941 sous le pseudonyme de Pierre Angélique
L'Expérience intérieure, publié en 1943
Le Petit, publié en 1943 sous le pseudonyme de Louis Trente
Le Mort, écrit entre 1942 et 1944, publié posthumément en 1964
La Part maudite, publié en 1949
L'Abbé C., publié en 1950
La Littérature et le Mal, publié en 1957
L'Impossible, publié en 1962[57]
- Jean de Berg, L’Image, publié en 1956
- André Breton (1896-1966), Nadja (1928), Les Vases communicants (1932) et L'Amour fou (1937)
- Régine Deforges (1935-), Les Contes pervers (1980)
- Joseph Delteil (1894-1978), Choléra roman publié en 1923
- Virginie Despentes (1969-), Baise-moi, 1994
- Jean Genet (1910-1986) :
Notre-Dame des Fleurs publié en 1944
Miracle de la rose publié en 1946
Les Bonnes, pièce de théâtre en un acte publiée en 1947
Querelle de Brest, publié en 1947
Le Balcon, publié en 1956
- Nicolas Genka (1937-2009), L'Épi monstre, publié en 1961 ; Jeanne la pudeur, publié en 1964
- André Gide (1869-1951), Corydon, essai publié en 1924[58]
- Marcel Jouhandeau (1888-1979), Chronique d'une passion, publié en 1949
- Pierre Jean Jouve (1887-1976), Aventure de Catherine Crachat, romans publiés en 1928 et 1931[59]
- Joseph Kessel (1898-1979), Belle de jour, publiée en 1929
- Pierre Klossowski (1905-2001), Le Bain de Diane, publié en 1956
- Paul Léautaud (1872-1955) :
Amour, aphorismes publiés en 1934
Amours, livre de souvenirs publié en 1906 dans le Mercure de France[60]
- Violette Leduc (1907-1972),
La Bâtarde, publiée en 1964
Thérèse et Isabelle, roman publié en 1966
- Sophie Loizeau, Environs du bouc.
- Pierre Louÿs (1870-1925) :
Les Aventures du roi Pausole, roman publié en 1901
Manuel de civilité pour les petites filles à l'usage des maisons d'éducation, publié en 1926[61]
Trois filles de leur mère, publié en 1926[62]
La Femme, poèmes publiés en 1938
- Vladimir Nabokov (1899-1977), Lolita (1955)
- Anaïs Nin (1903-1977) : 
Journal, 1966
- André Pieyre de Mandiargues (1909-1991) :
Marbre, publié en 1953
Le Lis de mer, publié en 1956
La Marée, publié en 1959
La Motocyclette, publié en 1963
- Pauline Réage, Histoire d'O, roman publié en 1954
- Boris Vian (1920-1959), sous le pseudonyme de Vernon Sullivan, publia J'irai cracher sur vos tombes (1946), qui, considéré comme pornographique et immoral, fut interdit en 1949, et condamna son auteur pour outrage aux bonnes mœurs.

#### XXIesiècle
- Angela Behelle : La Société, publié de 2012 à 2017
Vanessa Duriès, Le Lien, publié en 2000
- Hervé Le Tellier, La Chapelle Sextine, nouvelles publiées en 2004[63]
- Jonathan Littell, Une vieille histoire. Nouvelle version (2018)
- Bruno Le Maire, Fugue américaine, publié en 2023

## Livres dans les autres langues
- Bernard Gui, né Bernard de la Guionie (1260-1331), Practica officii inquisitionis heretice pravitatis, composée vers 1321 et publiée à Paris par Picard en 1886[64]
- Nicolas Chorier (1612-1692), Aloisiæ Sigeæ, Toletanæ, Satyra sotadica de arcanis amoris et Veneris, Aloisia hispanice scripsit, latinitate donavit Joannes Meursius V. C. ou L'Académie des Dames, dialogues saphiques publiés en 1660[65]
- Jacques Boileau (1633-1716), dit l'abbé Boileau, Historia flagellantium, rédigé en latin, puis traduit[66] et publié en français en 1701

## Autobiographies
- Jean-Jacques Rousseau (1712-1778), Les Confessions, livres I à VI publiés en 1782, livres VII à XII, en 1788.
- Henry Spencer Ashbee [?], Ma vie secrète, Paris, Charles Carrington, 1902.
- Maud de Belleroche, L'Ordinatrice ou Mémoires d'une femme de quarante ans, publié en 1968.
- Catherine Millet, La Vie sexuelle de Catherine M., publié en 2001.
- Salwa Al Neimi, La Preuve par le miel (Robert Laffont, 2008).

### Éditeurs
- Éditeurs d'ouvrages érotiques

### Représentations
- Illustrateurs érotiques
- Histoire des représentations érotiques

#### Sources primaires
- Alessandro Bertolotti (trad. de l'italien), Curiosa : la bibliothèque érotique, Paris, La Martinière, 2012, 254 p. (ISBN 978-2-7324-5274-6)
- Jean-Pierre Dutel, Bibliographie des ouvrages érotiques publiés clandestinement en français entre 1880 et 1920, Paris, Jean-Pierre Dutel, 2002.
- Jean-Pierre Dutel, Bibliographie des ouvrages érotiques publiés clandestinement en français entre 1920 et 1970, Paris, Jean-Pierre Dutel, 2005.
- Jean-Pierre Dutel, Bibliographie des ouvrages érotiques publiés clandestinement en France entre 1650 et 1880, Paris, Jean-Pierre Dutel, 2009.
- Jean-Jacques Pauvert et Mathias Pauvert (textes réunis et présentés), Anthologie historique des lectures érotiques : De Gilgamesh à Saint-Just, de -2000 à 1790, t. I, Paris, Stock/Spengler, 1995, 1150 p. (ISBN 2-234-04532-0)
  - —, Anthologie historique des lectures érotiques : De Sade à Victoria, 1791-1904, t. II, Paris, Stock/Spengler, 1995, 1028 p. (ISBN 2-234-04533-9)
  - —, Anthologie historique des lectures érotiques : De Guillaume Apollinaire à Philippe Pétain, 1905-1944, t. III, Paris, Stock/Spengler, 1995, 997 p. (ISBN 2-234-04534-7)
  - —, Anthologie historique des lectures érotiques : D'Eisenhower à Emmanuelle, 1945-1985, t. IV, Paris, Stock/Spengler, 1995, 1054 p. (ISBN 2-234-04535-5)
- Jean-Jacques Pauvert, Anthologie historique des lectures érotiques : De l'infini au zéro, 1985-2000, t. V, Paris, Éditions Stock, 2001, 717 p. (ISBN 2-234-05379-X)

#### Anthologie de textes érotiques
- Zéno Bianu (dir.), Éros émerveillé : anthologie de la poésie érotique française, Paris, Éditions Gallimard, coll. « Poésie » (no 472), 2012, 627 p. (ISBN 978-2-07-044355-0)
- Claudine Brécourt-Villars (textes réunis), Écrire d'amour : anthologie de textes érotiques féminins : 1799-1984, Paris, Ramsay, 1985, 416 p. (ISBN 2-85956-429-2)
- Jean-Paul Goujon (dir.), Le grand siècle déshabillé : anthologie érotique du XVIIe siècle, Paris, Éditions Robert Laffont, coll. « Bouquins », 2017, XLII-969 p. (ISBN 978-2-221-14444-2)
- Maurice Lever (dir.), Anthologie érotique : le XVIIIe siècle, Paris, Éditions Robert Laffont, coll. « Bouquins », 2004, XIX-1178 p. (ISBN 2-221-09772-6)
- Corinne Pierreville (dir.), Anthologie de la littérature érotique du Moyen Age, Paris, Honoré Champion, coll. « Champion classiques. Moyen âge » (no 49), 2019, 485 p. (ISBN 978-2-7453-5085-5)
- Charles Senard (éd. et trad.), Vénus et Priape. Anthologie de poésie érotique néo-latine du Quattrocento, Paris, éditions Droz, 2017

#### Ouvrages généraux
- Sarane Alexandrian, Histoire de la littérature érotique, Paris, Seghers, 1989, 406 p. (ISBN 2-232-10243-2). Réédition Payot, coll. « Petite Bibliothèque Payot », 2008, 591 p.
- Olivier Bessard-Banquy (dir.), Le Livre érotique, Bordeaux, Presses universitaires de Bordeaux, coll. « Les Cahiers du livre », 2010, 219 p. (ISBN 978-2-86781-614-7, lire en ligne)
- Malek Chebel, Le Kamasutra arabe : deux mille ans de littérature érotique en Orient, Paris, Éditions Pauvert, 2006, 452 p. (ISBN 978-2-72021-512-4)
- Collectif, Qu'est-ce que la littérature érotique ? : soixante écrivains répondent, Paris, La Maison des écrivains / Zulma, coll. « Champs érotiques », 1993, 112 p. (ISBN 2-909031-24-1)
- Philippe Di Folco (dir.) (préf. Jean-Claude Carrière), Dictionnaire de la pornographie : suivi d'une galerie de noms et d'une galerie de mots, Paris, Presses universitaires de France, 2005, 581 p. (ISBN 2-13-054414-2)
- Dominique Maingueneau, La littérature pornographique, Paris, Armand Colin, coll. « Lettres, linguistique » (no 128), 2007, 125 p. (ISBN 978-2-2003-4718-5)
- Robert Netz, Histoire de la censure dans l'édition, Paris, Presses universitaires de France, coll. « Que sais-je ? », 1997, 127 p. (ISBN 2-13-048438-7)
- Jean-Jacques Pauvert, La littérature érotique, Paris, Flammarion, coll. « Dominos » (no 219), 2000, 128 p. (ISBN 2-08-035734-4)
- Jean-Jacques Pauvert, Métamorphose du sentiment érotique, Paris, J.-C. Lattès, 2011, 350 p. (ISBN 978-2-7096-3648-3)
- Pascal Pia (dir.), Dictionnaire des œuvres érotiques, domaine français, Paris, Mercure de France, 1971 ; rééd. Paris, Robert Laffont, coll. « Bouquins », 2001

#### Moyen Âge
- Enver F. Dehoï [pseud.], L'Érotisme des “Mille et une nuits”, Paris, Jean-Jacques Pauvert, coll. « Bibliothèque internationale d'érotologie », 1961
- Ferdinand Bertholet et Jacques Pimpaneau, Les jardins du plaisir : érotisme et art dans la Chine ancienne, Paris, Philippe Rey, coll. « Fugues », 2015, 135 p. (ISBN 978-2-84876-491-7)

#### Période moderne
- Jean-Christophe Abramovici (textes choisis et présentés), Le livre interdit : de Théophile de Viau à Sade, Paris, Éditions Payot & Rivages, coll. « Petite bibliothèque Payot » (no 298), 1996, 290 p. (ISBN 2-228-89053-7)
- Colas Duflo, Philosophie des pornographes : les ambitions philosophiques du roman libertin, Paris, Éditions du Seuil, coll. « L'Ordre philosophique », 2019, 300 p. (ISBN 978-2-02-140417-3)
- Didier Foucault, Histoire du libertinage : des goliards au marquis de Sade, Paris, Perrin, 2007, 487 p. (ISBN 978-2-262-01833-7)
- Jean Goulemot, Ces livres qu'on ne lit que d'une main : lecture et lecteurs de livres pornographiques au XVIIIe siècle, Aix-en-Provence, Alinéa, 1991, 191 p. (ISBN 2-7401-0010-8)
- Michel Loude, Littérature érotique et libertine au XVIIe siècle : essai, Lyon, Aléas, 1994, 234 p. (ISBN 2-908016-41-9)
- Michèle Rosellini, « Une littérature « curieuse » : la fabrique éditoriale du libertinage érotique », Dix-septième siècle, vol. 2, no 283,‎ 2019, p. 311-328 (ISBN 9782130821984, ISSN 0012-4273, DOI 10.3917/dss.192.0311, lire en ligne )

#### Période contemporaine
- Paule Adamy, Isidore Liseux, 1835-1894 : un grand « petit éditeur » : histoire & bibliographie, Bassac, Plein chant, coll. « Petite librairie du XIXe siècle », 2009, 534 p. (ISBN 978-2-85452-293-8)
- Marc Angenot, Le Cru et le faisandé : sexe, discours social et littérature à la Belle Époque, Bruxelles, Éditions Labor, coll. « Archives du futur », 1986, 202 p. (ISBN 2-8040-0145-8)
- Christian Authier, Le Nouvel Ordre sexuel : [essai], Paris, Éditions Bartillat, 2002, 284 p. (ISBN 2-8410-0280-2)
- Robert Benayoun, Érotique du surréalisme, Paris, Jean-Jacques Pauvert, coll. « Bibliothèque internationale d'érotologie », 1978, 190 p. (ISBN 2-7202-0139-1)
- Olivier Bessard-Banquy, « L’écriture du sexe aujourd’hui : la littérature entre le désenchantement érotique et le dégoût charnel », Revue d'études culturelles, no 1 « Érotisme et ordre moral »,‎ septembre 2005, p. 47-58
- Olivier Bessard-Banquy, Sexe et littérature aujourd'hui, Paris, La Musardine, 2010, 237 p. (ISBN 978-2-84271-486-4)
- Olivier Bessard-Banquy, « Le livre érotique de 1945 à 1968 : tendance subversive », dans Amélie Auzoux et Camille Koskas, Érotisme et frontières dans la littérature française du XXe siècle, Paris, Classiques Garnier, coll. « Rencontres » (no 422), 2019, 406 p. (ISBN 978-2-406-08575-1), p. 211-229
- Robert Darnton, Édition et sédition : l'univers de la littérature clandestine au XVIIIe siècle, Paris, Éditions Gallimard, coll. « NRF essais », 1991, 278 p. (ISBN 978-2-07-072212-9)
- Éric Losfeld, Endetté comme une mule ou la Passion d'éditer, Paris, Pierre Belfond, 1979 — réédition sous le titre Endetté comme une mule, avec une préface de François Guérif, collection « Souple », Auch, Éditions Tristram, 2017.
- Monique Nordmann (dir.), Éros invaincu : la bibliothèque Gérard Nordmann : [Exposition, Fondation Martin Bodmer, 27 novembre 2004-27 mars 2005], Genève, Fondation Martin Bodmer / Éditions Cercle d'art, 2004, 337 p. (ISBN 2-7022-0753-7)
- Jean-Jacques Pauvert, Nouveaux (et moins nouveaux) visages de la censure, suivi de l'Affaire Sade, Paris, Les Belles Lettres, 1994000, publié en 2001.
- Pascal Pia, Les Livres de l'enfer. Bibliographie critique des ouvrages érotiques dans leurs différentes éditions du XVIe siècle à nos jours, 2 volumes, Paris, Courlet et Faure, 1978 ; réédition en 1 volume, Paris, Fayard, 1998.
- Emmanuel Pierrat, Le Sexe et la Loi, Paris, Éditions La Musardine, coll. « L'attrape-corps », 1996.
- Emmanuel Pierrat, Le Livre des livres érotiques, Paris, Éditions du Chêne, 2007.
- Emmanuel Pierrat (dir.), Le Livre noir de la censure, Paris, Le Seuil, 2008.
- Emmanuel Pierrat, 100 livres censurés, Paris, Éditions du Chêne, 2010.
- Marie-Françoise Quignard et Raymond-Josué Seckel (dir.), L'Enfer de la Bibliothèque. Éros au secret, catalogue d'exposition (Paris, Bibliothèque Nationale de France, 4 décembre 2007-2 mars 2008), Paris, BNF, 2007
- Raymond-Josué Seckel, « L'édition érotique : Eric Losfeld et Jean-Jacques Pauvert », dans Pascal Fouché (dir.), L’Édition française depuis 1945, Paris, Le Cercle de la librairie, 1998 (ISBN 2-7654-0708-8), p. 778-779
- Annie Stora-Lamarre (préf. Michelle Perrot), L'Enfer de la IIIe République : censeurs et pornographes (1881-1914), Paris, Imago, 1989, 248 p. (ISBN 2-902702-57-4)
- Anne Urbain-Archer, L’encadrement des publications érotiques en France : (1920-1970), Paris, Classiques Garnier, coll. « Littérature et censure » (no 5), 2019, 925 p. (ISBN 978-2-406-07419-9)

#### Articles et dossiers scientifiques
- « Érotisme et pornographie », Revue de la BNF, no 7, janvier 2001.
- « La Pornographie », Romantisme (littératures, arts, sciences, histoire), no 167, janvier 2015, Armand Colin